# Tadeusz Pacyna

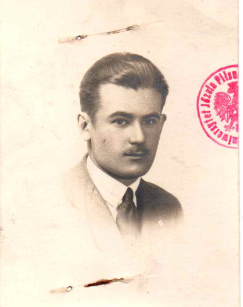
Tadeusz Pacyna ok. 1935

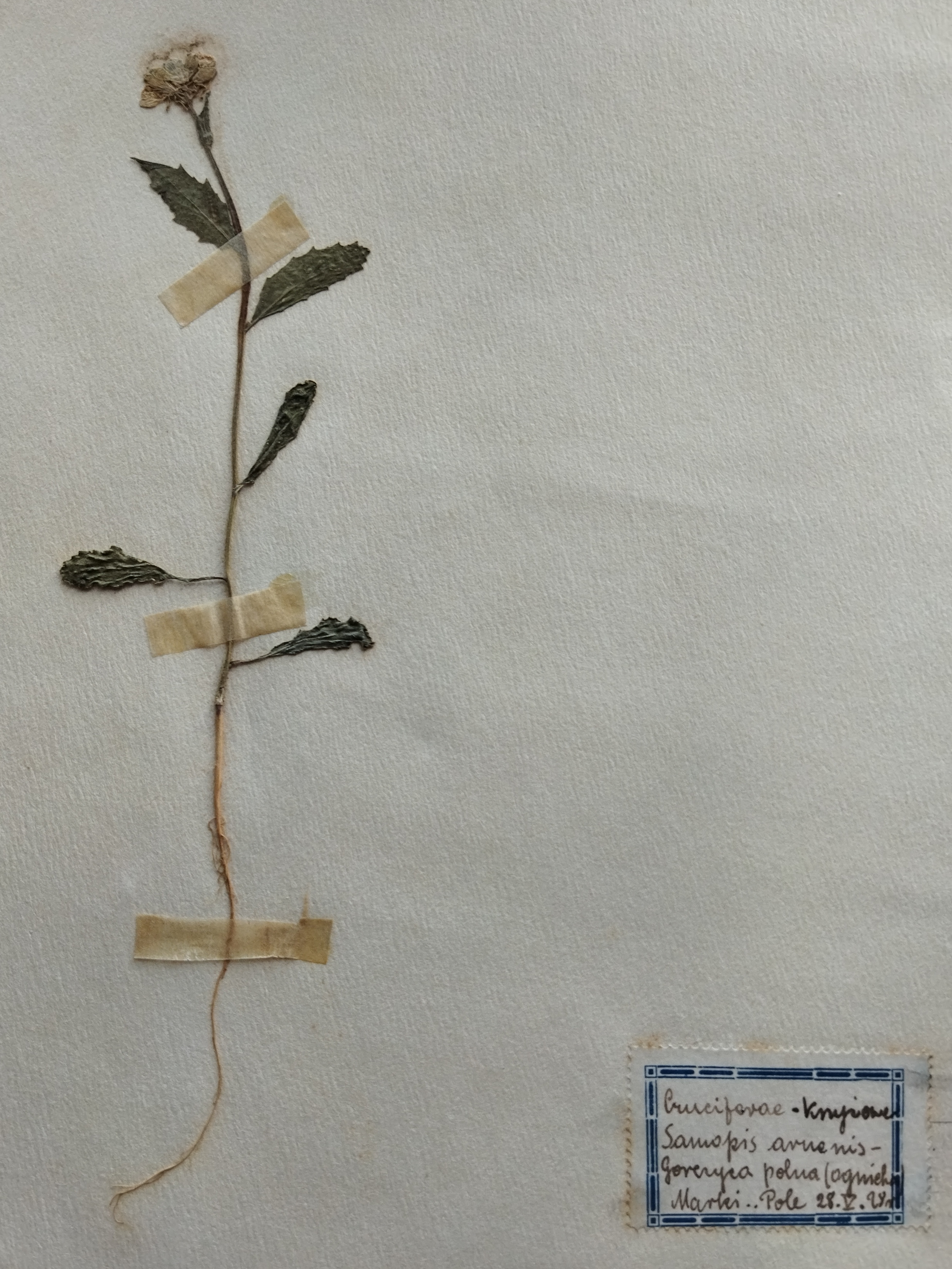
Ocalała karta z zielnika

Tadeusz Wincenty Pacyna (ur. 20 czerwca 1908 w Kamionce Suchowolskiej koło Korca na Wołyniu, poległ 1 września 1939 w bitwie pod Mławą) – student Uniwersytetu Warszawskiego, botanik, ornitolog, porucznik rezerwy Wojska Polskiego.

## Życiorys
Rodzicami byli Eugeniusz Pacyna (1882-1937) – leśnik, pracownik Dóbr Wilanowskich, oraz Natalia Adolfina z domu Tryburcy (1881-1963).
Tadeusz Pacyna uczęszczał do szkoły powszechnej w Pilźnie, a po zdaniu egzaminu wstępnego uczył się w IV Gimnazjum im. Henryka Sienkiewicza w Krakowie. Po otrzymaniu świadectwa dojrzałości w 1927 wstąpił na Wydział Ogrodniczy Szkoły Głównej Gospodarstwa Wiejskiego w Warszawie. Z powodu choroby zaliczył tylko jeden semestr. Od sierpnia 1929 odbywał służbę wojskową w Szkole Podchorążych Rezerwy Piechoty w Zambrowie w pierwszej kompanii ckm. Komendantem Szkoły był ppłk piech. Stanisław Dąbek. Po zakończeniu kursu  w czerwcu 1930 został przydzielony do 80 Pułku Piechoty w Słonimie. Do rezerwy przeniesiono go w stopniu podporucznika piechoty. W październiku 1930 Tadeusz Pacyna został przyjęty na Wydział Matematyczno-Przyrodniczy Uniwersytetu Warszawskiego, zgodnie ze swoimi zainteresowaniami wstąpił do sekcji botaniki. Po zaliczeniu obowiązujących  pracowni i zdaniu większości egzaminów przystąpił do wykonania pracy dyplomowej z zakresu mykologii. Jednak ze względu na chorobę ojca  i związane z nią pogorszenie stanu materialnego zmuszony był w styczniu 1937 do wystąpienia o udzielenie urlopu akademickiego i zwolnienie z opłat. Po śmierci ojca rozpoczął pracę zarobkową jako intendent w Państwowym Muzeum Zoologii. Zainteresowania Tadeusza Pacyny nie ograniczały się do mykologii. Liczne wyprawy myśliwskie i ornitologiczne sprzyjały poznaniu świata roślin naczyniowych. Podczas jednej z wycieczek odkrył w powiecie święciańskim nowe stanowisko brzozy karłowatej. Z zamiłowaniem tworzył zbiory botaniczne (zielniki) i zoologiczne, zwłaszcza ornitologiczne. Był znakomitym taksydermistą. Niestety zbiory zostały zniszczone lub rozproszone w czasie II wojny światowej.

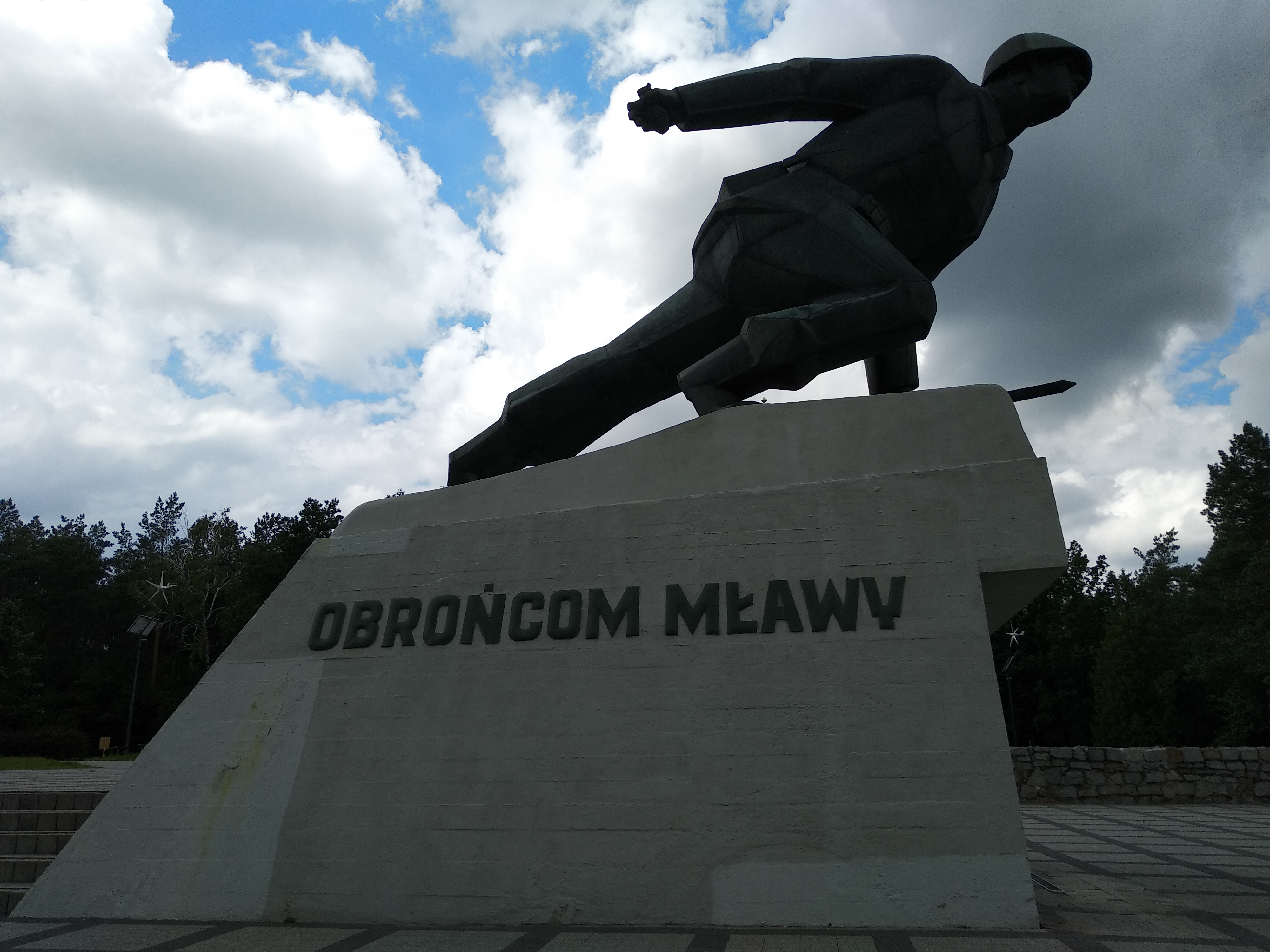
„Obrońcom Mławy”

Wobec kategorycznych niemieckich żądań przyłączenia Wolnego Miasta Gdańska do III Rzeszy i utworzenia eksterytorialnego korytarza przez polskie Pomorze, rozpoczęto przygotowania do odparcia ewentualnej agresji niemieckiej. W marcu 1939 przeprowadzono tzw. „cichą mobilizację”, która objęła 80 Pułk Piechoty. Awansowany do stopnia porucznika rez. Tadeusz Pacyna objął dowodzenie plutonu 3. kompanii ckm III batalionu pułku. W lipcu 1939 pułk został przetransportowany w rejon Mławy, w pobliże granicy z III Rzeszą. Żołnierze przygotowywali umocnienia polowe. Atak niemiecki rozpoczął się 1 września 1939 ok. godziny 4.40 ostrzałem artyleryjskim pozycji II i III batalionu. Tego dnia,  podczas odpierania kolejnych ataków niemieckich, zginął Tadeusz Pacyna i ponad 100 żołnierzy i oficerów pułku.

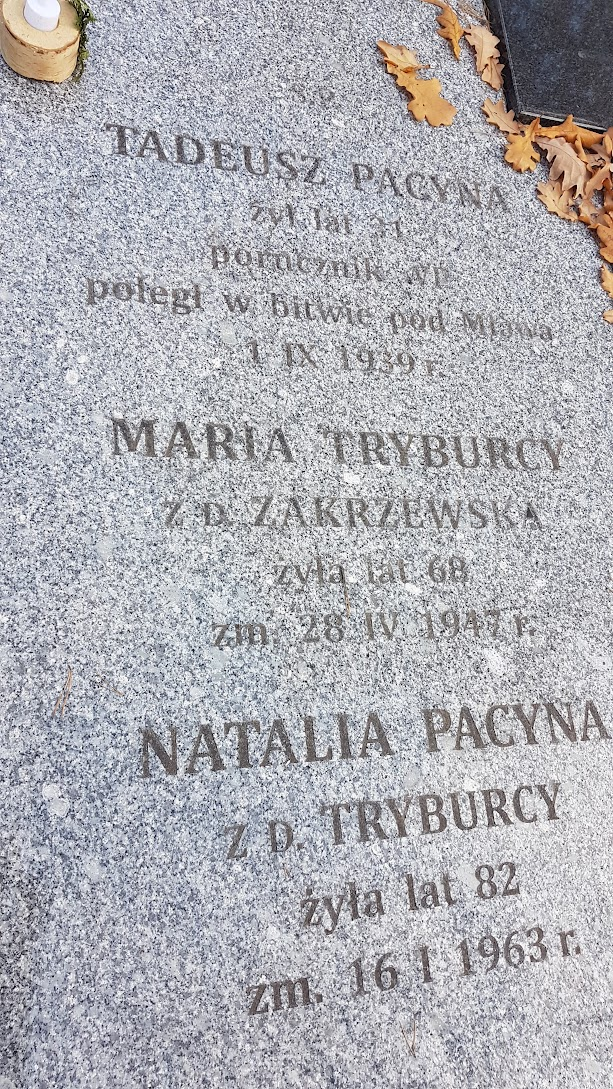
Grób Tadeusza Pacyny na cmentarzu parafialnym w Piasecznie

Został pochowany w grobie żołnierskim, a w 1946  odbyła się ekshumacja i pogrzeb w grobie rodzinnym na cmentarzu parafialnym w Piasecznie (sektor IV, rząd 5, numer 8)    